# ベルナップ級ミサイル巡洋艦
ベルナップ級ミサイル巡洋艦 (ベルナップきゅうミサイルじゅんようかん、Belknap-class guided missile cruiser) は、アメリカ海軍のミサイル巡洋艦の艦級。基本計画番号はSCB-212。
1961・2年度計画のミサイル・フリゲート（DLG）として9隻が建造され、1964年より就役を開始した。その後、1975年の類別変更に伴ってミサイル巡洋艦 (CG) に再分類された。

## 来歴
アメリカ海軍は、第二次世界大戦末期より、全く新しい艦隊防空火力として艦対空ミサイルの開発に着手していた。まずテリア、ついでタロスが実用化され、既存の巡洋艦への改修によって装備化された。しかしテリアは、より小さい駆逐艦ベースの船体でも十分に収容できることが判明したため、巡洋艦の改装はそれ以上行われないことになった。かわって、当時計画が進められていた高速艦隊護衛艦（Fast task force escort）にテリアが装備されることになった。1956年度計画のファラガット級が設計変更されてミサイル艦として建造され、1958年度計画からはダブル・エンダー配置としたリーヒ級の建造が開始された。
またこれらのミサイル・フリゲート（DLG）と並行して、より小型のミサイル駆逐艦の整備も進められた。テリアは駆逐艦に搭載するには大掛かりすぎたことから、より小規模なターター・システムが開発された。1957年度計画より、ターターを搭載したチャールズ・F・アダムズ級の建造が開始された。しかしターターはテリアよりも射程が短く、核弾頭の装備に対応しておらず、また形態管理面から装備の斉一化が望まれたこともあり、大西洋艦隊を中心にテリア搭載のミサイル駆逐艦を要望する声は根強かった。これに応じて、1956年8月にはテリアを搭載できる最低限の防空艦としてDEGの試案が作成され、また12月よりチャールズ・F・アダムズ級の設計を流用してテリア搭載艦に変更する研究が着手された。
当時のアメリカ海軍は1954年5月のシンドラー委員会の提言を踏まえて、量産を考慮して性能を妥協したDDは棄却して、強力なDLと船団護衛用のDEを整備する方針としていた。しかしこれでは艦隊護衛艦の数を確保できないことが問題視され、1959年8月21日、1962年度計画では、従来よりも性能を妥協してコスト低減を図った艦を建造する方針とされた。当初は、チャールズ・F・アダムズ級よりも更に安価に抑える予定とされており、後のスプルーアンス級駆逐艦のような対潜戦重視の艦で、ミサイル艦としての性格は希薄だった。しかし上記の研究を踏まえて後に方針転換され、リーヒ級をもとにミサイル発射機を1基に減らすかわりに搭載弾数を増加させ、またソナーを更新するなどの変更を加えた設計（SCB-212）が作成された。
一方、61年度計画で建造されるDLGについては、逆にリーヒ級（SCB-172）を発展強化した設計（SCB-172A）になる予定であり、1960年11月15日に設計が完了していた。しかし1961年1月までに、SCB-172AとSCB-212は共通部分が多くなっていたことから、同年2月、SCB-172Aの建造は中止され、SCB-212の建造を61年度に繰り上げることになった。これによって建造されたのが本級である。

## 設計
上記の経緯より、船体設計はリーヒ級の発展型とされており、長船首楼型という船型やマック構造も踏襲された。ただし当初検討されていた減揺装置の搭載は、船体の全長・全幅とも拡大されたこともあって、コスト面の理由から断念された。
1956年5月31日、長期的建艦計画委員会のサンダース委員長は、1958年度以降の計画で建造されるミサイル艦は、艦首尾にミサイル発射機を搭載する、いわゆるダブル・エンダー配置を採用するように勧告したことから、リーヒ級はこれに応じた配置となった。これに対し、本級はミサイル駆逐艦の計画に由来することから、艦首側にテリア発射機、艦尾側に艦砲を備えるシングル・エンダー配置となった。ただし一部の将官は艦砲とミサイル発射機の配置は逆のほうが望ましいと考えており、本級の設計を元に核動力艦とした「トラクスタン」ではこちらの配置が採用されることになった。
主機はリーヒ級と同構成とされており、ミッチャー級以来の蒸気圧力1,200 lbf/in2 (84 kgf/cm2)、温度510℃の高圧高温ボイラー（いわゆるTwelve Hundred Pounder）も踏襲された。一方、電源は強化されており、1,500キロワットのタービン発電機4基に加えて、500キロワットのディーゼル発電機1基、300キロワットのガスタービン発電機1基が搭載された。

## 装備

### C4ISR
本級は、海軍戦術情報システム（NTDS）および戦術データ・リンク装置（High-Capacity Communications System, HICAPCOM）を新造時から搭載した初の艦級となった。これは戦闘指揮所（CIC）の自動化を図るとともに艦隊内での情報共有を進めるものであった。ただし開発遅延のため、1・2番艦では後日装備となった。
武器管制システム（WDS）は、1・2番艦ではMk.7が搭載されていたのに対し、NTDSがその機能の一部を代替したことから、3番艦以降ではMk.11に変更された。1番艦の「ベルナップ」は、1975年11月22日に発生した空母「ジョン・F・ケネディ」との衝突事故で上部構造物を全損する大損害を受けた。これを修復するのに乗じてイージスシステムを搭載する計画は実現しなかったが、WDSのMk.14への更新は実施された。またその後のNTU改修により、他の艦でもMk.14への更新がなされた。
1983年から1985年にかけて、「ベルナップ」および「ウェインライト」「ホーン」「スタレット」は群司令部指揮所（TFCC: Tactical Flag Combat Center）を設置する改修を受けた。また特に「ベルナップ」は第6艦隊の旗艦とされていたこともあり、1985年6月から1986年3月にかけて、格納庫を撤去して幕僚用の居住区を増設するとともにAN/WSC-6衛星通信装置を搭載するなどの追加改修を受けた。
3次元レーダーは、リーヒ級のAN/SPS-39よりも大きく強力なAN/SPS-48が搭載された。また対空捜索レーダーも、最初の3隻はリーヒ級と同じAN/SPS-37であったが、以後は新型のAN/SPS-40とされた。ソナーも、より低周波のAN/SQS-26をバウドームに収容して搭載した。また「ベルナップ」では、上記の衝突事故に伴う改修の際に、3次元レーダーはAN/SPS-48C、対空捜索レーダーはAN/SPS-49、ソナーもAN/SQS-53Aに更新した。そしてNTU改修に伴い、3次元レーダーはAN/SPS-48E、対水上捜索レーダーもAN/SPS-10からAN/SPS-67に更新された。

### 武器システム
上記の通り、本級は艦首側にテリアミサイルの発射機、艦尾側に艦砲を備えるシングル・エンダー配置となった。テリア発射機として従来用いられてきたMk.10連装ミサイル発射機は、リング型弾倉2個を設置して40発を搭載していたのに対し、本級のMk.10 mod.7では弾倉を1個増やして、収容弾数を60発に増加させた。またリーヒ級では、これとは別にアスロック8連装発射機を搭載していたのに対し、本級ではMk.10で兼用することになった。ミサイル射撃指揮装置としてはMk.76 mod.9を2基搭載する。なお艦対空ミサイルとしては、当初はテリア、後にSM-1ERが用いられた。また「ベルナップ」では事故後改修の際に、その他の艦もNTU改修によってSM-2ERの運用にも対応したが、これに先立って、「ウェインライト」で運用試験が行われた。
艦砲としては、54口径127mm単装速射砲（Mk.42 5インチ砲）1基と50口径76mm単装速射砲（Mk.34 3インチ砲）2基を搭載した。なおこの5インチ砲は、フォレスタル級の前部スポンソンに搭載されていたものの流用であった。砲射撃指揮装置としてはMk.68を搭載した。また1976年より、3インチ砲は順次に撤去され、ハープーン艦対艦ミサイルの4連装発射筒2基に換装された。またファランクス 20mmCIWSも搭載された。なお「フォックス」では1977年よりトマホーク巡航ミサイルの装甲ボックスランチャーの試験が行われており、他の艦でも搭載する計画もあったが、これは断念された。
対潜兵器としては、上記のアスロックのほか、533mm魚雷発射管（Mk.25）と324mm3連装短魚雷発射管（Mk.32）が搭載されていた。Mk.25はヘリコプター甲板の下に艦首尾線に対して45度の角度をもって固定設置されていたが、搭載しなかった艦もあり、搭載した艦でも、他の艦級と同様に後日撤去された。これらの対潜兵器を管制する水中攻撃指揮装置としてはMk.114が搭載されており、また「ベルナップ」では事故後改修の際のソナー更新に伴ってMk.116に更新された。
シングル・エンダー配置の恩恵として、本級はアメリカ海軍DLGとして唯一、ヘリコプターを搭載・運用する能力を備えている。これはQH-50 DASHからの換装によるもので、1971年以降、艦載機としてはLAMPS Mk.IのSH-2Fを搭載する能力を付与された。ただしSH-60Bの運用には非対応であった。

### 兵装・電装要目
|                   | 新規建造時                                                                      | NTU改修後                     |
| ----------------- | ------------------------------------------------------------------------------- | ----------------------------- |
| 兵装              | 54口径127mm単装速射砲×1基                                                       | 54口径127mm単装速射砲×1基     |
| 兵装              | 50口径76mm単装速射砲×2基                                                        | Mk.15 20mmCIWS×2基            |
| 兵装              | Mk.10 mod.7ミサイル連装発射機×1基 （テリア→スタンダードER SAM、アスロック SUM） |                               |
| 兵装              | 533mm魚雷発射管×2基                                                             | ハープーンSSM 4連装発射筒×2基 |
| 兵装              | 324mm3連装魚雷発射管×2基                                                        |                               |
| 艦載機            | QH-50 DASH                                                                      | SH-2F LAMPSヘリコプター×1機   |
| FCS               | Mk.76×2基 (SAM用)                                                               | Mk.76×2基 (SAM用)             |
| FCS               | Mk.68 (5インチ砲用)                                                             |                               |
| FCS               | Mk.114 (水中用)                                                                 |                               |
| C4I               | NTDS戦術情報処理装置                                                            | NTDS戦術情報処理装置          |
| C4I               | WDS Mk.7/11                                                                     | WKS Mk.14                     |
| レーダー          | AN/SPS-48 3次元式                                                               | AN/SPS-48E 3次元式            |
| レーダー          | AN/SPS-37/40 対空捜索用                                                         | AN/SPS-49 対空捜索用          |
| レーダー          | AN/SPS-10 対水上捜索用                                                          | AN/SPS-67 対水上捜索用        |
| ソナー            | AN/SQS-26BX 船首装備式×1基                                                      | AN/SQS-26BX 船首装備式×1基    |
| 電子戦・ 対抗手段 | AN/WLR-1 電波探知装置                                                           | AN/SLQ-32(V)3電波探知妨害装置 |
| 電子戦・ 対抗手段 | AN/ULQ-6 電波妨害装置 ※後日装備                                                 | Mk.137 6連装デコイ発射機×4基  |
| 電子戦・ 対抗手段 | －                                                                              | AN/SLQ-25 対魚雷デコイ装置    |

## 同型艦
なお、トラクスタン (USS Truxtun, CGN-35) は動力が原子力推進（原子力船）である以外はベルナップ級と同一であった。
| 艦番号         | 艦名                                                | 建造所                  | 起工            | 進水            | 就役           | 退役            |
| -------------- | --------------------------------------------------- | ----------------------- | --------------- | --------------- | -------------- | --------------- |
| DLG-26 → CG-26 | ベルナップ USS Belknap                              | バス鉄工所              | 1962年 2月5日   | 1963年 7月20日  | 1964年 11月7日 | 1995年 2月15日  |
| DLG-27 → CG-27 | ジョセファス・ダニエルズ USS Josephus Daniels       | バス鉄工所              | 1962年 4月23日  | 1963年 12月2日  | 1965年 5月8日  | 1994年 1月21日  |
| DLG-28 → CG-28 | ウェインライト USS Wainwright                       | バス鉄工所              | 1962年 7月2日   | 1965年 4月25日  | 1966年 1月8日  | 1993年 11月15日 |
| DLG-29 → CG-29 | ジョーエット USS Jouett                             | ピュージェット サウンド | 1962年 9月25日  | 1964年 6月30日  | 1966年 12月3日 | 1994年 1月28日  |
| DLG-30 → CG-30 | ホーン USS Horne                                    | サンフランシスコ        | 1962年 12月12日 | 1964年 10月30日 | 1967年 4月15日 | 1994年 2月4日   |
| DLG-31 → CG-31 | スタレット USS Sterett                              | ピュージェット サウンド | 1962年 9月25日  | 1964年 6月30日  | 1967年 4月8日  | 1994年 3月24日  |
| DLG-32 → CG-32 | ウィリアム・H・スタンドレイ USS William H. Standley | バス鉄工所              | 1963年 7月29日  | 1964年 12月19日 | 1966年 7月9日  | 1994年 2月11日  |
| DLG-33 → CG-33 | フォックス USS Fox                                  | トッド・パシフィック    | 1963年 1月15日  | 1964年 11月21日 | 1966年 5月28日 | 1994年 4月15日  |
| DLG-34 → CG-34 | ビドル USS Biddle                                   | バス鉄工所              | 1963年 12月9日  | 1965年 7月2日   | 1967年 1月21日 | 1993年 11月30日 |

## 登場作品

### 映画
『イントルーダー 怒りの翼』
「ウィリアム・H・スタンドレイ」が登場。ベトナムへ派遣されトンキン湾に展開するフォレスタル級航空母艦「インディペンデンス」を護衛する。
『ファイナル・カウントダウン』
「ベルナップ」が登場。ニミッツ級航空母艦「ニミッツ」を護衛していた最中に謎の嵐と遭遇するが、「ニミッツ」からの命令で嵐に突入する前にパールハーバーへ引き返す。

### 漫画
『沈黙の艦隊』
「ベルナップ」以下、多数の同型艦が登場。アメリカ大西洋艦隊に所属しており、ニューヨークに向かおうとする架空の原子力潜水艦「やまと」を迎撃する。

### ゲーム
『鋼鉄の咆哮シリーズ』
PS2版である鋼鉄の咆哮2 ウォーシップガンナーと鋼鉄の咆哮2 ウォーシップコマンダーに敵艦として登場。それぞれゲーム終盤、ゲーム中盤に登場する。